# سفارة إندونيسيا لدى السعودية
سفارة إندونيسيا لدى السعودية هي الممثلية الدبلوماسية العليا لدولة إندونيسيا لدى المملكة العربية السعودية. تقع السفارة في حي السفارات في الرياض.